# 삼향북초등학교
삼향북초등학교는 대한민국 전라남도 무안군 삼향읍 지산리에 있는 공립 초등학교다.

## 학교 연혁
- 1941년 5월 16일 삼향공립국민학교 지산간이학교 개교
- 1943년 3월 31일 삼향북공립국민학교 승격인가
- 1950년 6월 1일 삼향북국민학교로 개칭
- 1984년 5월 15일 병설유치원 설립인가
- 1996년 3월 1일 삼향북초등학교로 개칭
- 2017년 3월 1일 제26대 김미향 교장 부임
- 2018년 2월 13일 제34회 병설유치원 졸업 2명(졸업생 누계 328명)
- 2018년 2월 13일 제66회 졸업 5명(졸업생 누계 2,407명)

## 참고 자료
- 삼향북초등학교 - 한국교육학술정보원 학교알리미